# 소그디아나 페도린스카야
소그디아나 페도린스카야(러시아어: Согдиана Федоринская,  1984년 2월 17일 ~ )는 우크라이나 혈통을 가진 우즈베키스탄의 가수 겸 배우이다.
그녀는 우즈베크어, 타지크어, 러시아어, 우크라이나어, 프랑스어, 체첸어, 영어로 노래한다.
그녀의 예명은 고대 동부 이란 왕국과 속주인 소그디아나에서 따온 것으로, 이는 현대 우즈베키스탄 국가의 일부 지역에 지리적으로 위치해 있습니다. 그녀는 자신을 수줍고 과묵하고 내성적이라고 묘사했지만, 그녀의 훈련된 목소리는 강하고, 안전하고, 영혼이 충만하며 휘트니 휴스턴을 가리킨다. 역할 모델로서 그녀는 소피야 로타루, 퀸, 라라 파비앙, 머라이어 캐리, 오프라 하자, 휘트니 휴스턴이라고 말했다.